# Brévainville
Brévainville é uma comuna francesa na região administrativa do Centro, no departamento Loir-et-Cher. Estende-se por uma área de 15,67 km². Em 2010 a comuna tinha 177 habitantes (densidade: 11,3 hab./km²).